# Iso-Kaihua
Iso-Kaihua eller Kaihuanjärvi är en sjö i Finland. Den ligger i kommunen Rovaniemi i landskapet Lappland, i den norra delen av landet, 700 km norr om huvudstaden Helsingfors. Iso-Kaihua ligger 145,4 meter över havet. Arean är 2,19 kvadratkilometer och strandlinjen är 8,47 kilometer lång. Sjön  ingår i Kemi älvs huvudavrinningsområde. 